# 9 × 18 мм ПМ
9 × 18 мм ПМ, иногда — 9,2 × 18 мм, — пистолетный унитарный патрон с бесфланцевой гильзой, созданный для замены патрона 7,62 × 25 мм ТТ. Разработан Борисом Сёминым в 1951 году.
После окончания Второй мировой войны в Советском Союзе было принято решение разработать и принять на вооружение новый пистолетный патрон. Идея характеристик нового боеприпаса во многом повторяла параметры патрона 9 × 17 мм (.380 ACP). К новому патрону предъявлялось схожие требования: эффективность на уровне боеприпасов стандарта 7,62 × 25 ТТ, но при этом несовместимость с оружием под 9 × 19 мм и 9 × 17 мм (немецкие трофеи типа Walther PP), и наоборот — чтобы эти патроны нельзя было использовать в оружии под новый боеприпас.
Не следует путать советский патрон 9 × 18 мм с имеющим такое же обозначение немецким 9×18 мм Ultra, в своё время разработанным фирмой Geko для использования в полицейском оружии и до сих пор имеющим определённое распространение в странах Запада. На самом деле эти патроны, при сравнимой мощности, имеют различные размеры гильзы и, главное, разный истинный калибр пули — 9,0 мм у «Ультры» и 9,27 мм у советского патрона. Как и «Ультра», советский патрон 9 × 18 мм по мощности находится между патронами 9 × 17 мм и 9 × 19 мм Парабеллум.

## Описание
Гильза — биметаллическая, стандартная пуля — оболочечная, со стальным грибовидным сердечником, запрессованным в свинцовую рубашку (у ранних вариантов гильза была изготовлена из латуни, а пуля имела свинцовый сердечник в стальной оболочке). Такое решение даёт экономию свинца и увеличивает пробивную способность пули по отношению к неметаллическим преградам, однако при попадании в металл оболочка разрушается, а сердечник из-за своей формы отскакивает от препятствия, поэтому стандартная пуля патрона 9 × 18 мм ПМ не в состоянии пробить бронежилет. Кроме того имелась большая опасность рикошетов в помещении.

## На вооружении
В 1951 г. ПМ был принят на вооружение.
В 1994 году конструкторами АО «Техкрим» в инициативном порядке был разработан патрон 9 × 18 мм с пулей экспансивного действия, которая имела уменьшенную склонность к рикошетам и увеличенное останавливающее действие по целям, не имеющим средств индивидуальной защиты.

## Номенклатура советских/российских патронов 9×18 мм ПМ
- 9 П гж (гл) (Индекс ГАУ — 57-Н-181): пуля массой 6,1 г со свинцовым сердечником, латунная гильза, масса патрона — 10,7 г[1].
- 9 Пст гж (гс, гл) (Индекс ГАУ — 57-Н-181С): пуля массой 5,9 г со стальным сердечником, биметаллическая гильза[1].
- 9 ППТ гж (Индекс ГАУ — 57-Т-181) — патрон с трассирующей пулей ППТ. Разработан конструкторами В. В. Труновым и П. Ф. Сазоновым. Выпускается на заводе НВА (г. Новосибирск).
- 9 БЖТ гж (Индекс ГРАУ — 7Н15) — патрон с цельнометаллической пулей повышенной бронепробиваемости, целиком изготовленной из стали. Начальная скорость пули — 325 м/с.
- 9 СП7 гж — патрон с экспансивной пулей повышенного останавливающего действия. Разработан по заказу КГБ СССР на рубеже 1970-х-1980-х годов[6]. Масса патрона 7,47-8,14 г; масса пули 4,2 г; начальная скорость пули 405—420 м/с[7].
- 9 СП8 гж — патрон с экспансивной пулей пониженного пробивного действия. Масса пули 5,0 грамм. Начальная скорость пули — 250—255 м/с. Предназначен для использования сотрудниками антитеррористических подразделений при штурме авиалайнеров (пуля не способна пробить фюзеляж самолёта).
- 9 Ппэ гж — патрон с экспансивной пулей ПЭ. Разработан в начале 1990-х годов.
- 9х18 РГ028 гж — патрон с экспансивной пулей повышенного пробивного действия.
- 9х18 ПС гс ППО — патрон правоохранительных органов. С 2005 года производится на Тульском патронном заводе, поступает на снабжение МВД, ФССП и ДОСААФ. Пуля оболочечная, со свинцовым сердечником. Масса пули 6,3 г; начальная скорость пули 330 м/с; дульная энергия 330—343 Дж.
- 9х18 ПРС гс — патрон пониженной рикошетирующей способности (для правоохранительных органов). Производитель — ОАО «Барнаульский станкостроительный завод».
- 9х18 ПСВ — патрон с экспансивной пулей типа Hollow Point. Масса патрона — 10,68-11,63 г; масса пули — 7,3-7,8 г; скорость пули на дистанции 10 м — 280—305 м/с. На вооружении не состоит, предлагается на экспорт в качестве коммерческого боеприпаса[8].
- 9х18 ПСО гж — патрон спортивно-охотничий, пуля оболочечная со свинцовым сердечником. Масса пули 6,1 г, начальная скорость пули 290—315 м/с. Баллистические характеристики несколько отличаются в зависимости от производителя.
- 9 УЧ гж пистолетные (Индекс ГАУ — 57-Н-181УЧ) — учебный патрон с инертным снаряжением.
- холостой патрон — пуля отсутствует, края гильзы запрессованы «звёздочкой».

### 9×18 мм ПБМ
Бронебойный патрон 9×18 мм ПБМ (Индекс ГРАУ — 7Н25) разработан в Тульском КБП для использования в стрелковом оружии под обычный патрон 9×18 мм ПМ. Производится на Тульском патронном заводе. Масса патрона — 7,6 г; масса пули — 3,7 г; начальная скорость пули — 519 м/с.
Новая полуоболочечная пуля имеет оживальную форму, между сердечником из стали с твёрдостью более 60 единиц HRC и оболочкой находится алюминиевая рубашка. В результате проведённых улучшений новая пуля получила полуторакратный прирост в кинетической энергии (418 Дж против 273 Дж у штатной пули 9 мм ПМ на дальности 10 м), а импульс отдачи возрос всего на 4 %. Объём же временной пульсирующей полости (один из главных показателей поражающей способности пули) увеличился в 3 раза относительно 9 мм ПМ и в 1,4 раза — относительно 9 мм ПММ.
Новая пуля пробивает бронепластину толщиной 5 мм стали Ст3 на дальности 10 м, броню толщиной 2,4 мм и кевларовый подслой на дальности 11 м, а на расстоянии 30 метров — штатный бронежилет правоохранительных органов 6Б5-12 (1,25 мм титана и 30 слоев кевларовой ткани), при этом оставшейся энергии хватает на углубление в желатиновый блок (примерно соответствующий по плотности тканям человеческого тела).

### 9×18 мм ПММ
Патрон 9×18 мм ПММ (57-Н-181СМ, Индекс ГРАУ — 7Н16) является модернизацией патрона 9×18 мм ПМ, направленной на повышение пробивной способности пули.
В патроне на 30 % увеличен пороховой заряд и применена новая пуля в форме усечённого конуса. В результате повысилась начальная скорость пули (до 410—435 м/с), её кинетическая энергия (485—505 Дж) и, как следствие, пробивное, останавливающее и убойное действие, а благодаря новой форме пули снизилась вероятность рикошетов. Длина патрона — 25 мм; длина гильзы — 18 мм; масса пули — 5,54-5,8 г. На дистанции до 20 метров пуля патрона ПММ пробивает 3 мм стали Ст3, на дистанции до 10 метров — армейский бронежилет Ж-81.
Как и другие боеприпасы повышенной мощности, данный патрон может использоваться только в специально предназначенном для этого оружии с усиленной конструкцией (пистолетах ПММ и ОЦ-27, пистолетах-пулемётах ПП-91 «Кедр» и ПП-19 «Бизон»).

## Фотогалерея

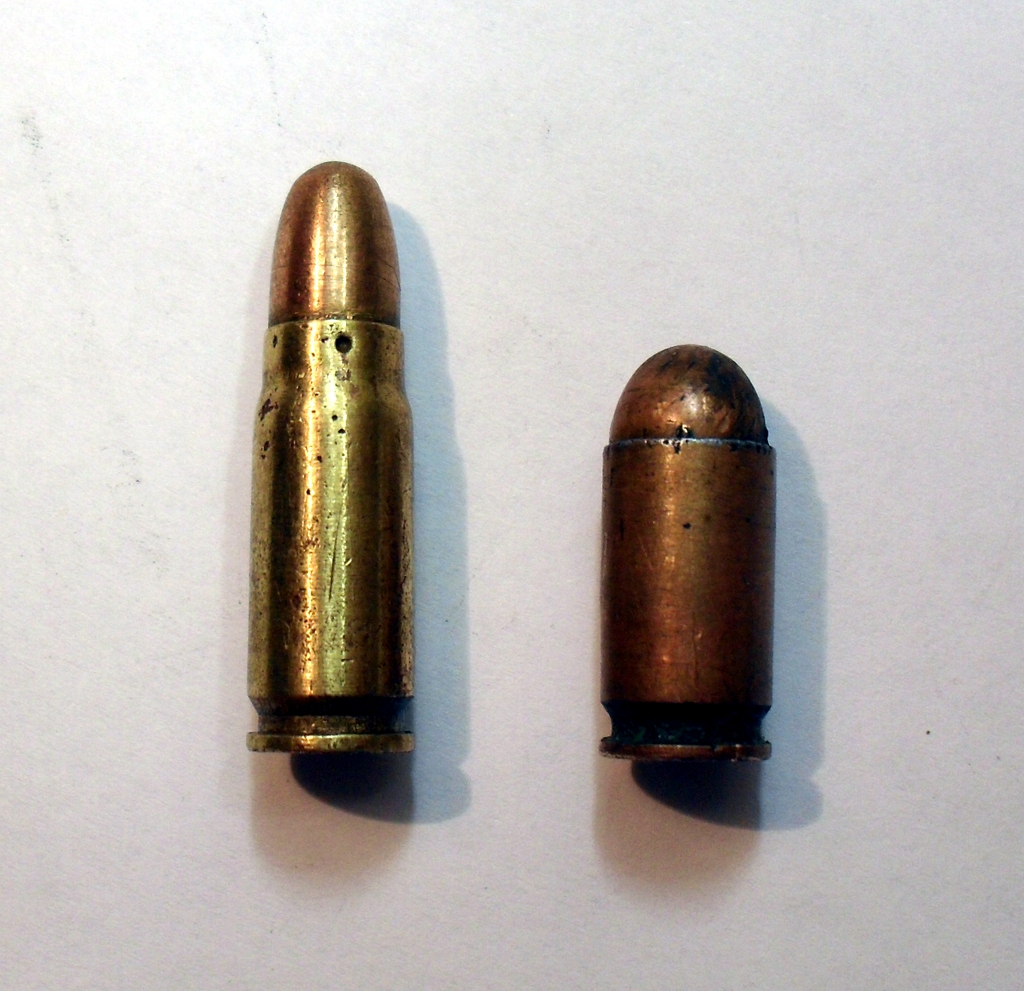
Патроны 7,62×25 мм ТТ и 9×18 мм ПМ
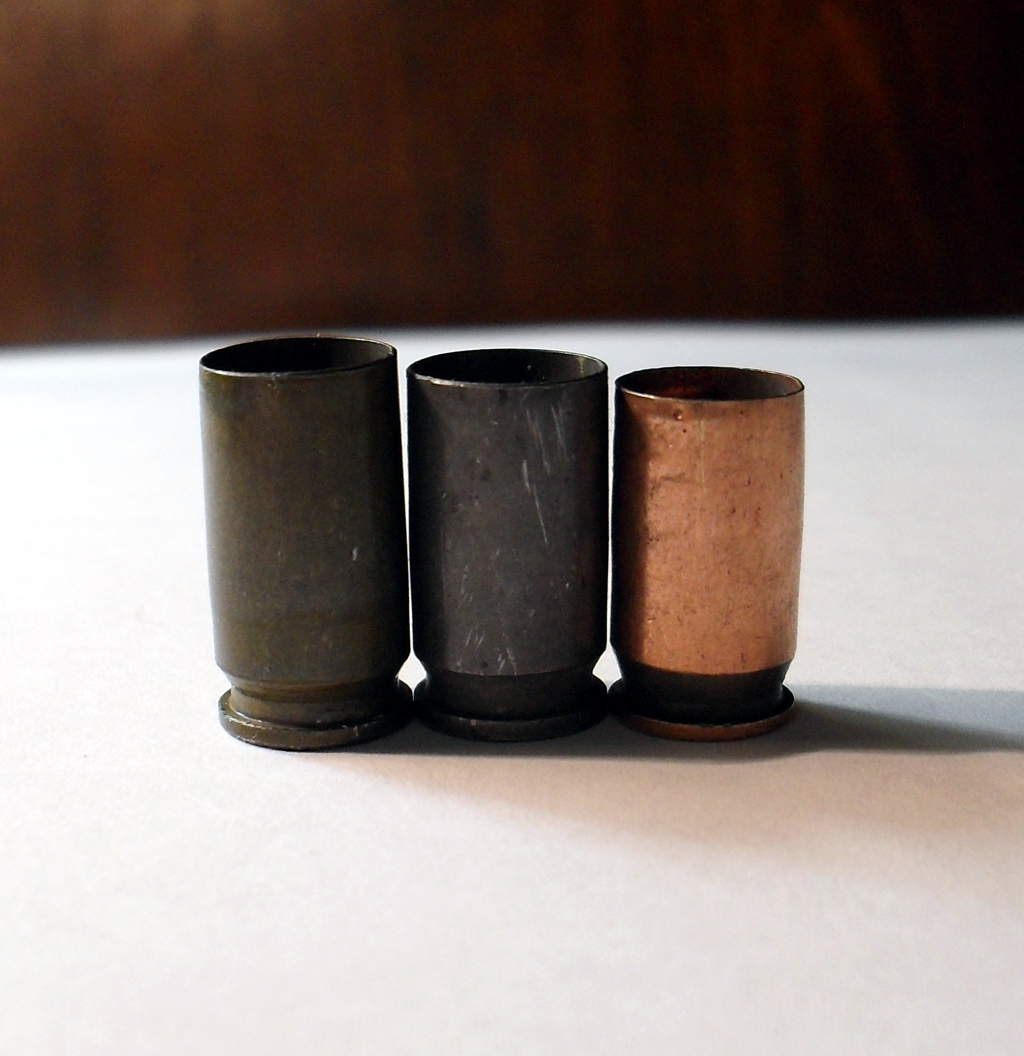
Гильзы патронов 9×19 мм Люгер, 9×18 мм ПМ и 9×17 мм Kurz (слева направо)
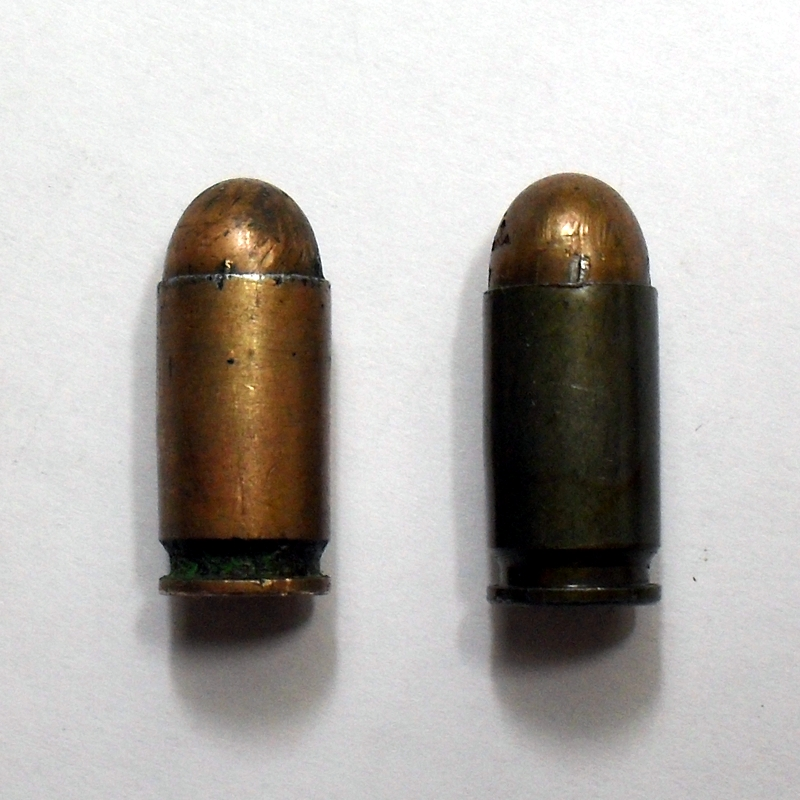
Патроны 9×18 мм ПМ: производства 1969 года (с покрытой медным сплавом гильзой) и современный 2008 года выпуска (со стальной гильзой с фосфатно-полимерным покрытием[11] и со свинцовой пулей с томпаковым покрытием)
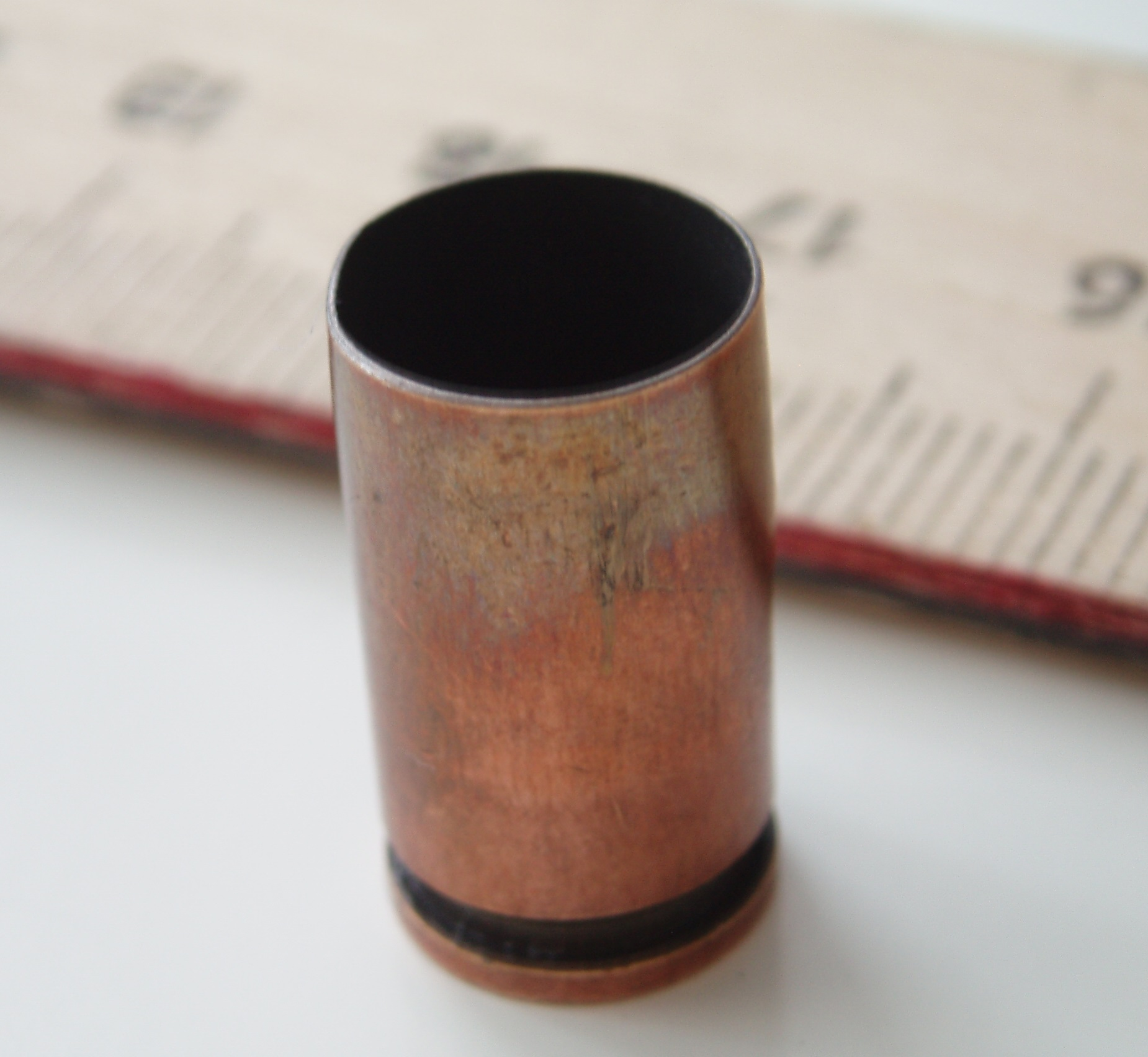
Гильза патрона 9×18 мм ПМ
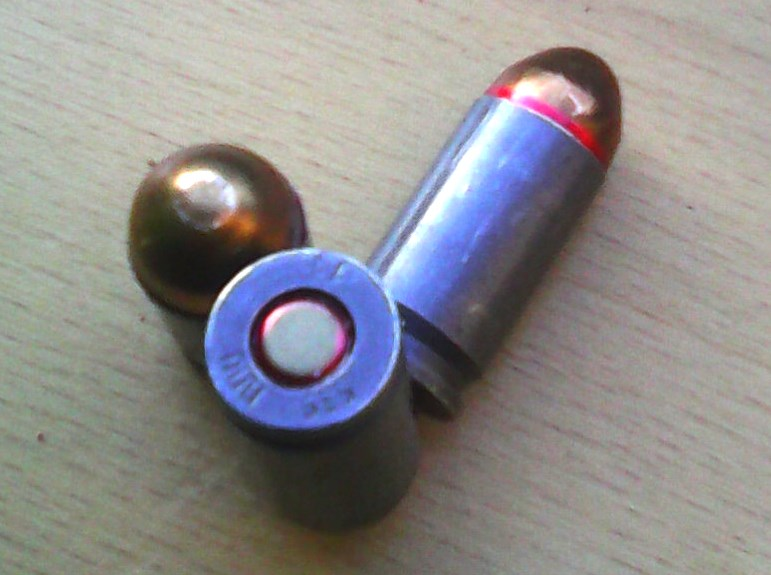
Патроны 9х18 ПС гс ППО
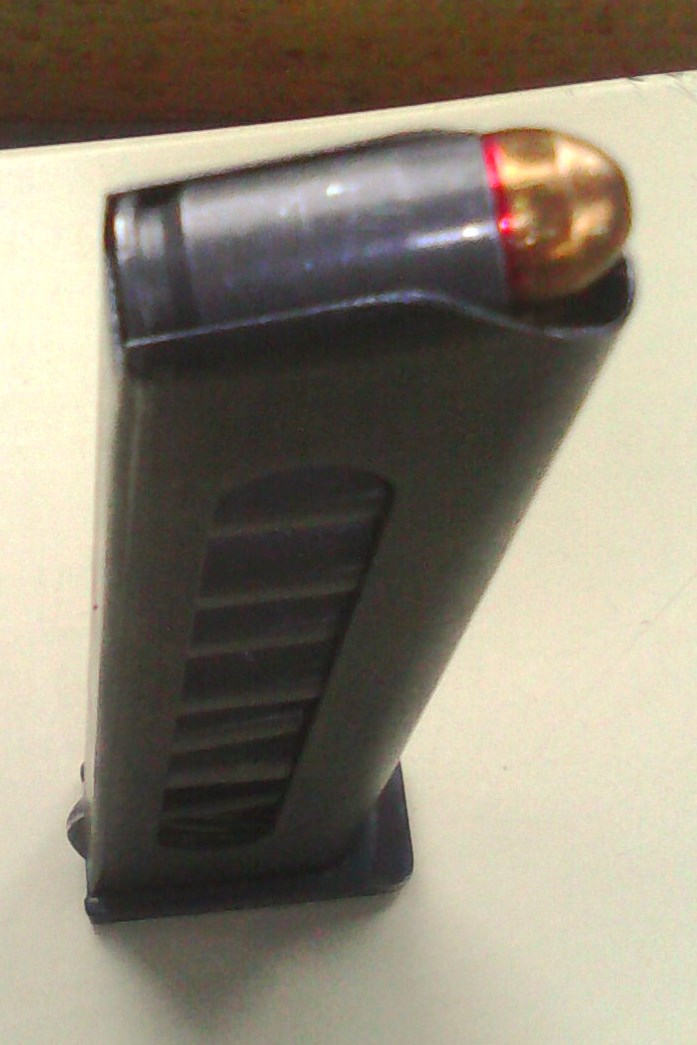
Магазин пистолета Макарова снаряжённый 8 патронами 9х18

## Оружие, использующее патрон
Пистолет
- ПМ
- ПММ
- ПБ
- ОЦ-21 «Малыш»
- ОЦ-27 «Бердыш»
- ОЦ-35
- Форт-12
- Форт-17
- CZ vz. 82
- P-64
- P-83
- FEG PA-63

Автоматический пистолет
- АПС
- АПБ
- ОЦ-33 «Пернач»
- K-2

Револьвер
- ОЦ-01 (РСА)
- ОЦ-11 «Никель»
- Р-92

Пистолет пулемёт
- ОЦ-02 «Кипарис»
- ПП-Гепард
- ПП-АЕК 919К «Каштан»
- ПП-19 «Бизон-2»
- ПП-19 «Бизон-2-04»
- ПП-90
- ПП-91 «Кедр»
- ПП-93
- ПП-Эльф 1
- К6-92
- PM-63 RAK
- PM-84 Glauberyt
- Šcorpion vz. 61

## Зарубежные названия
- 9mm Makarov (9 mm Mak)
- 9×18mm Makarov
- 9×18mm Soviet
- 9×18mm PM
- 9×18mm
- 9,2x18